# Sorrow (chanson de Pink Floyd)
Pour les articles homonymes, voir sorrow.
Pistes de A Momentary Lapse of Reason
A New Machine Part 2
Sorrow est une chanson du groupe de rock progressif britannique Pink Floyd. Elle apparaît à la fin de l'album A Momentary Lapse of Reason, paru en 1987, ainsi que sur la compilation Echoes: The Best of Pink Floyd, parue en 2001 (comportant une transition avec Sheep de l'album Animals). Elle a souvent été jouée en concert lors des tournées des deux derniers disques du groupe. Elle a été entièrement composée par David Gilmour ; la batterie sur cette chanson a été programmée avec une boîte à rythmes par ce dernier.
Les paroles de la chanson ont été écrites avant la musique. La guitare en ouverture de la chanson a été enregistrée au Los Angeles Memorial Sports Arena : un studio mobile 24 pistes achemine le son de la Fender à travers un système de sonorisation, puis enregistre en multicanal

## Personnel
- David Gilmour – chant, guitares, claviers
- Richard Wright – claviers, chant
- Nick Mason – percussions
- Bob Ezrin – claviers additionnels
- Tony Levin – basse
- Darlene Koldenhaven, Carmen Twillie, Phyllis St. James, Donnie Gerard – chœurs

## Liens
- Site officiel de Pink Floyd
- Site officiel de David Gilmour